# Neu- und Ausbaustrecke Stuttgart–Augsburg
Die Neu- und Ausbaustrecke (NBS) Stuttgart–Augsburg ist ein Eisenbahnprojekt der Bundesrepublik Deutschland.
Es wird im Bundesverkehrswegeplan 2003 als vordringlicher Bedarf geführt. Neben einer Neubaustrecke zwischen Stuttgart und Ulm mit einer Höchstgeschwindigkeit von 250 km/h, parallel zur bestehenden Strecke Stuttgart–Ulm (Filstalbahn) sollen Abschnitte der Bahnstrecke Augsburg–Ulm für eine Geschwindigkeit von bis zu 200 km/h als Ausbaustrecke realisiert werden. Bis zum Jahr 2015 waren durch den Bund Investitionen in Höhe von über 1,2 Milliarden Euro geplant.
Nach Abschluss der Neu- und Ausbaumaßnahmen auf einer Länge von 148 km soll die Fahrzeit zwischen Stuttgart und Augsburg von 93 Minuten (vor Baubeginn) auf 63 Minuten sinken. 
Eine frühere Alternativplanung war die Ausbaustrecke/Neubaustrecke Plochingen–Günzburg.

## Projektaufbau
Das Projekt besteht im Detail aus diesen Teilprojekten:
- Schnellfahrstrecke Stuttgart–Wendlingen: Teil des Projekts Stuttgart 21, Anschluss an den als Durchgangsbahnhof neuzubauenden Hauptbahnhof in Stuttgart über den Fildertunnel und Anbindung des Flughafens Stuttgart über Stuttgart Flughafen Fernbahnhof
- Schnellfahrstrecke Wendlingen–Ulm: Bau einer Schnellfahrstrecke über die Schwäbische Alb mit weitgehend parallelem Verlauf zur A 8 sowie viergleisiger Ausbau der Eisenbahnbrücke Ulm–Neu-Ulm.
- Neu-Ulm 21: Verlegung der Gleisanlagen und des Bahnhofs Neu-Ulm unter das Straßenniveau.
- Ausbau der Strecke Ulm–Augsburg. Sah der Bundesverkehrswegeplan 2003 noch einen Ausbau zwischen Neu-Ulm und Neuoffingen von zwei auf drei Gleise und für Geschwindigkeiten von bis zu 200 km/h vor,[1] enthält der Bundesverkehrswegeplan 2030 als vordringlichen Bedarf eine Aus- und Neubaustrecke im Korridor Neu-Ulm – Günzburg – Jettingen – Dinkelscherben für eine maximale Geschwindigkeit von 250 km/h sowie den Bau eines dritten Gleises zwischen Dinkelscherben und Augsburg für eine Geschwindigkeit von maximal 200 km/h.[2] Das im Februar 2019 gestartete Bahnprojekt Ulm–Augsburg sieht einen durchgehenden zweigleisigen Neu- und Ausbau zwischen Neu-Ulm und Augsburg vor.

Die Neu- und Ausbaustrecke Stuttgart–Augsburg ist Bestandteil des Transeuropäischen Netzprojekts „Vorrangige Achse Nr. 17“ der EU Paris–Budapest/Bratislava, der so genannten „Magistrale für Europa“. Bereits für die Planungsphase wurde das Projekt daher mit bis zu 50 Prozent seitens der EU kofinanziert. Die Bauzuschüsse der EU betragen voraussichtlich 10 bis 20 Prozent. Die Gesamtkosten wurden 2012 mit 4,2 Milliarden Euro beziffert.
Nach Inbetriebnahme wird die Reisezeit für den Hochgeschwindigkeitsverkehr zwischen Stuttgart und München mit Halt in Ulm und Augsburg weniger als anderthalb Stunden statt zweieinviertel Stunden (Stand: 2013) betragen. Der Bau der Neubaustrecke ist Teil des Konzeptes „Netz 21“ der Deutschen Bahn. Demnach sollen schnelle Verkehre über diese fahren und die langsamen Züge über die Bestandsstrecke im Filstal verkehren.

## Geschichte
Eine Vorplanung sah 1970 den Bau einer 200 km langen Schnellbahnachse von Schwetzingen über Stuttgart und Plochingen nach Augsburg vor. Auf einem Drittel der Länge sollte die für rund 300 km/h ausgelegte Linie im Tunnel verlaufen. In Stuttgart wurde der Bau eines unterirdischen Durchgangsbahnhofs für den Schnellverkehr unter dem Hauptbahnhof erwogen. Diese Pläne wurden später nicht mehr weiterverfolgt.
Nach Angaben der Deutschen Bundesbahn habe sich aufgrund der gestiegenen Verkehrserwartungen infolge der Deutschen Wiedervereinigung die Notwendigkeit ergeben, zusätzliche Gleise auf dem gesamten Korridor zwischen Stuttgart und Augsburg vorzusehen. Dadurch sei der Investitionsbedarf von ursprünglich rund zwei auf rund fünf Milliarden D-Mark angestiegen. Die geplanten Investitionen der großräumigen Varianten K und H wurden damit mit 4,9 Milliarden DM angegeben. Die ICE-Fahrzeit zwischen Augsburg und Stuttgart sollte, bei einer Höchstgeschwindigkeit von 250 km/h bei 61 Minuten (H-Variante) bzw. 65 Minuten (K-Variante) liegen.
Ein Gutachten erwartete um 1991, bis zum Jahr 2010 einen Anstieg der Zugzahlen zwischen Stuttgart und Augsburg um rund 250 Züge pro Tag. Im Güterverkehr wurde angenommen, dass etwa 70 Prozent der Züge Lasten von bis zu rund 1.500 t aufweisen würden. Etwa 30 Prozent wurden dabei als schnelle Züge mit einem Gewicht von etwa 800 bis 1200 t angenommen; diese sollten tagsüber sinnvoll über Bestandsstrecken verkehren und nachts die Neubaustrecke nutzen.
Ein Mitte 1991 vorgelegtes Gutachten im Auftrag des Bundes stellte die Wirtschaftlichkeit des Projekts in Frage.
Die kalkulierten Gesamtkosten des Vorhabens (mit der favorisierten H-Trasse) lagen 1992, zum Preisstand 1. Januar 1990, bei 4,15 Milliarden DM. Das Nutzen-Kosten-Verhältnis des Gesamtprojekts der Neu- und Ausbaustrecke Stuttgart–Ulm–Augsburg wurde 1992, bezogen auf verschiedene Varianten in einer Untersuchung mit 3,7 bis 4,4 beziffert. Die geplanten Investitionskosten lagen, je nach Variante, zwischen 4,35 und 4,89 Milliarden D-Mark (Preisstand: 1. Januar 1991). Erwartet wurden dabei zwischen 126 und 132 Personenzüge und 72 und 75 Güterzügen pro Tag.
Im Herbst 1993 rechnete die Deutsche Bundesbahn für das Gesamtprojekt, zum Preisstand von Januar 1990, mit Gesamtinvestitionen von vier Milliarden DM. Sie ging davon aus, mit der Realisierung des Vorhabens noch in der zweiten Hälfte der 1990er Jahre beginnen zu können. In Stuttgart war dabei der Erhalt des Kopfbahnhofs und die Nutzung der Bestandsinfrastruktur bis Esslingen-Mettingen vorgesehen. Von dort sollte ein Tunnel auf die Filderebene führen, der in eine entlang der Autobahn A8 trassierte Neubaustrecke münden sollte. Ulm und Neu-Ulm sollten oberirdisch durchfahren werden, die Bestandsstrecke von Ulm bis Augsburg viergleisig ausgebaut werden. Im Endzustand war eine Reisezeit zwischen Stuttgart und Augsburg von einer Stunde vorgesehen.
Eine Kosten-Nutzen-Analyse im Auftrag des Bundesverkehrsministeriums wies einen Nutzen-Kosten-Faktor von 1,2 aus. Unter der Annahme, dass die Mottgers-Spange und weitere Ausbau zwischen Fulda und Erfurt auf absehbare Zeit nicht realisiert werde, erhöhe sich dieser Wert auf 1,5. Dabei wurde das Vorhaben „ABS/NBS Stuttgart – Ulm – Augsburg inkl. Einbindung in den Knoten Stuttgart“ gesamthaft bewertet und die Kosten von Stuttgart 21 nur der Bundesanteil nach BSchWAG zu Grunde gelegt. Mit Realisierung des Vorhabens sollte das Fernverkehrsangebot zwischen Stuttgart und Ulm von 33 auf 48 Zugpaare pro Tag zunehmen, darüber hinaus waren 18 Zugpaare des Regionalverkehrs zwischen Wendlingen und Ulm geplant.
Laut einer Stellungnahme sinke dieser auf 0,16, wenn – abweichend von der damals üblichen Bewertungsmethodik – eingesparte Betriebskosten der Verlagerung vom Straßen- zum Schienenverkehr nicht berücksichtigt werden, Kosten pauschal um 50 Prozent erhöht würden und eine jährliche Kostensteigerung von 20 Prozent durch Zinsen veranschlagt würde.